# Marianne Ehrenström
Marianne (Mariana Maximiliana Christiana Carolina Lovisa) Ehrenström, de soltera Pollet (Dos Puentes, 9 de diciembre de 1773-Estocolmo, 4 de enero de 1867) escritora, cantante, pianista y pintora sueca conocida sobre todo por sus memorias. Era miembro de la Real Academia Sueca de las Artes y miembro honorario de la Real Academia Sueca de Música.
Nacida en Alemania, su padre era un comandante de Stralsund en la Pomerania sueca y pronto se hizo dama de compañía de la reina Sofía Magdalena de Dinamarca (1790-1803). Estudió canto con Christoffer Christian Karsten, piano con Georg Joseph Vogler y arte dramático con Jacques Marie Boutet de Monvel. Mantuvo una amistad con el dramaturgo Carl Gustaf af Leopold. 
Una selecta parte de sus memorias fueron publicadas por Henrik Schück en 1919: Den sista gustavianska hofdamen.

## Obra
- 1826 - Notices sur la littérature et les beaux arts en Suède

- 1830 - Notice biographique sur monsieur de Leopold, secrétaire d'état